# Gąsawa

Huy hiệu của Gąsawa.

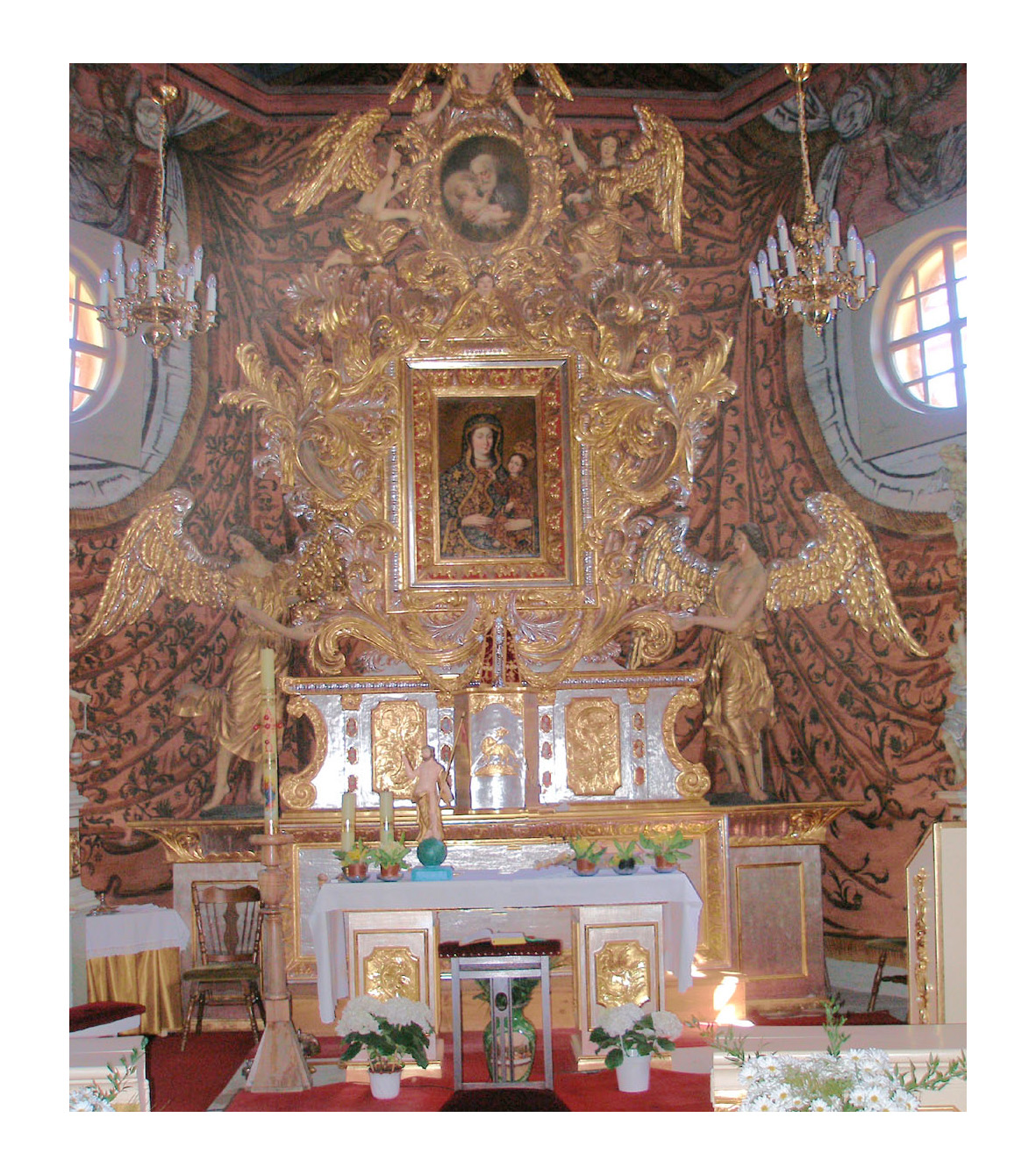
Nhà thờ thánh Nicolas ở Gąsawa: bàn thờ chính

Gąsawa [ɡɔ̃ˈsava] (tiếng Đức: Gonsawa, 1939–45 Gerlingen)là một ngôi làng ở hạt Żnin, Kuyavian-Pomeranian Voivodeship, ở phía bắc miền trung Ba Lan. Đó là vị trí của gmina (khu hành chính) được gọi là Gmina Gąsawa. Nó nằm khoảng 10 kilômét (6 mi) phía nam Żnin và 43 km (27 mi) phía tây nam Bydgoszcz. Ngôi làng có dân số 1.400 người.
Gąsawa nhận được quyền thành phố vào năm 1388 và mất chúng vào năm 1934.
Nó nổi tiếng là nơi ám sát Leszek I the White, hoàng tử Ba Lan (ngày 23 tháng 11 năm 1227).
Năm 1600 Gąsawa tổ chức Học viện Lubrański (tiếng Ba Lan: Kolegium Lubrańskiego) tạm thời di chuyển ra khỏi Poznań đang bị mắc bệnh dịch hạch.
Điểm thu hút khách du lịch chính ở Gąsawa là Nhà thờ St. Nicolas bằng gỗ từ thế kỷ 17 với bộ sưu tập tranh tường nhiều tầng độc đáo, xuất hiện sớm nhất từ thế kỷ 17 và gần đây nhất là từ năm 1807.
Chính nhà thờ, một công trình kiến trúc có mái bằng đá phiến, đã ở trong tình trạng tồi tệ như vậy vào khoảng năm 1850, các quan chức địa phương đã yêu cầu chính quyền Phổ cho phép nhà thờ được tháo dỡ và xây dựng một nhà thờ mới thay thế. Câu trả lời đã cho phép họ chỉ đại tu tòa nhà. Những bức tranh treo tường hiện tại được phủ một lớp sậy và thạch cao thông thường, và bị lãng quên trong khoảng 150 năm.
Tên thị trấn được đánh vần là "Gonzawa" "Gonsawa", "Gassawa", v.v. trong một số tài liệu cũ.